# 大澤洋子
大澤 洋子（おおさわ ようこ、1954年8月9日 - ）は、日本の女優、声優、司会者。埼玉県出身。身長159cm。

## 人物
東京アナウンスアカデミー、エス・オー・プロ、オフィス言の葉を経て、プロダクション・タンク所属。
テレビではバラエティ番組や情報番組に出演。声優としては吹き替えを多く担当している。司会者としてイベントの司会も多く担当している。
特技・資格は着付け、生け花、額装のデザイン、洋裁、珠算、中型自動車免許。

## 出演

### テレビドラマ
- やすらぎの刻〜道（2019年） ‐ 根来ギン

### テレビ番組
- あまから問答
- おはよう!ナイスデイ
- 駆け込みドクター!運命を変える健康診断
- 奇跡体験!アンビリバボー
- グッドショッピング
- 埼玉の教育
- 総合診療医ドクターG
- テレビ特選街
- ふれあいショッピング
- ぷろむなーど川口

### テレビアニメ
- 銀魂’（2011年、フミ子婆）
- ルパン三世 血の刻印 〜永遠のMermaid〜（2011年、園長）
- 宇宙兄弟（2012年、おばあ）
- もやしもん リターンズ（2012年、業者夫人）
- 名探偵コナン（2017年、太田黒智恵子）
- BORUTO-ボルト- NARUTO NEXT GENERATIONS（2019年、アサキ）

### 吹き替え

#### 映画
- FBI 男たちの闘争
- ハロルド
- 引き裂かれたカーテン（バレリーナ〈タマーラ・トゥマーノワ〉）
- ミレニアム ドラゴン・タトゥーの女
- ユナイテッド -ミュンヘンの悲劇-

#### テレビドラマ
- ER緊急救命室シーズン15 #20（ブルノー〈シェルビー・レヴァリントン〉）
- 凍てつく楽園
- クリミナル・マインド FBI行動分析課
- グレイズ・アナトミー 恋の解剖学
- 刑事ヴァランダー
- ゲーム・オブ・スローンズ
- 恋するマンハッタン
- ゴースト 〜天国からのささやき
- CSI:科学捜査班
- 自由へのトンネル
- スティーヴン・キング 骨の袋
- パレーズ・エンド
- ブルーブラッド 〜NYPD家族の絆〜
- ボードウォーク・エンパイア 欲望の街
- ボディ・オブ・プルーフ 死体の証言
- ボルジア家 愛と欲望の教皇一族
- ミディアム 霊能者アリソン・デュボア
- 名探偵ポワロ
- 名探偵モンク
- Major Crimes 〜重大犯罪課
- リンガー 〜2つの顔〜
- LAW&ORDER:クリミナル・インテント

#### テレビ番組
- Style up スタイルアップ 〜ティム・ガンのファッション チェック

### ボイスオーバー
- エリックのワンダースイーツ
- ジェイミー・オリヴァー
- 世界のドキュメンタリー -戦火の女性パイロットたち-
- 朝鮮戦争〜私とアメリカと戦争と〜
- フェイタル・エンカウンターズ

### 司会
- 小原流東京支部創立80周年記念式典
- 新人落語家競演会
- 青少年ピアノフェスティバル
- 全国野鳥保護のつどい
- 装苑賞
- 利根運河通水100年記念式典
- ゆうもあ大賞

### VP
- 経済法令
- 日本年金機構

### PV
- JUJU『hello again』